# Siokunichthys nigrolineatus
Siokunichthys nigrolineatus е вид морска игла от семейство иглови (Syngnathidae). Видът не е застрашен от изчезване.

## Разпространение и местообитание
Разпространен е в Индонезия (Калимантан, Малки Зондски острови, Малуку и Папуа), Папуа Нова Гвинея (Бисмарк), Соломонови острови и Филипини.
Обитава крайбрежията на морета, лагуни и рифове в райони с тропически климат. Среща се на дълбочина от 10 до 13,1 m.

## Описание
На дължина достигат до 8 cm.